# Ñico López
 (décembre 2013).
Si vous disposez d'ouvrages ou d'articles de référence ou si vous connaissez des sites web de qualité traitant du thème abordé ici, merci de compléter l'article en donnant les références utiles à sa vérifiabilité et en les liant à la section « Notes et références ».
Antonio (Ñico) López Fernández est né le 2 octobre 1932 à La Havane et mort le 7 décembre 1956 était un révolutionnaire opposé au régime de Fulgencio Batista. Il était membre du Mouvement du 26 juillet et participe à l'expédition du Granma.

## Biographie
Il est né dans le quartier de Marianao à La Havane. À l'âge de 10 ans, il quitte l'école pour aider ses parents à la maison. Ensuite, il pratique divers petits boulots comme vendeur de billets de loterie puis, il travaille avec son père.
À 15 ans, il rejoint le Parti du peuple cubain. Il occupe une place importante dans les sections ouvrières et étudiantes du parti. Il s'oppose fermement aux membres conservateurs du parti qui tentent de prendre la tête du mouvement.
Peu après le coup d'État de Fulgencio Batista, il rencontre Fidel Castro dans une marche de commémoration à la mémoire de Carlos Rodríguez mort sous les coups des policiers lors d'une manifestation.
À cause de la répression dont sont victimes les opposants à Cuba, il décide de s'exiler à Mexico. Au Guatemala, il rencontre Che Guevara. C'est lui qui donne à Ernesto Guevara son surnom de "el che" qui signifie "l'Argentin" (les habitants des pays caribéens et centre-américains ont l'habitude d'utiliser ce mot pour se référer aux Argentins, en référence à l'interjection "che" qui n'est utilisée qu'en Argentine et en Uruguay). Avec l'amnistie de mars 1955, il retourne à Cuba où il joue toujours un rôle aussi important. Il retourne au Mexique pour préparer l'expédition du Granma. C'est à cette époque qu'il présente Che Guevara à Fidel Castro. Avec 81 autres hommes, ils partent pour Cuba. Mais ils sont trahis et attaqués juste après le débarquement, le 2 décembre. Lopez réussit à survivre au combat et avec quatre autres hommes, ils s'échappent. Mais le 7 décembre les cinq hommes sont dénoncés, ils sont capturés puis exécutés par le lieutenant Julio Laurent.